# Dunasziget
Dunasziget là một thị trấn thuộc hạt Győr-Moson-Sopron, Hungary. Thị trấn này có diện tích 35,9 km², dân số năm 2010 là 1457 người, mật độ 41 người/km².